# Анна Комнина (сестра на Андроник I Комнин)
Анна Комнина (на гръцки: Άννα Κομνηνή, родена около 1116 г.) е византийска принцеса, внучка на император Алексий I Комнин и сестра на император Андроник I Комнин.
Информацията за Анна е изключително оскъдна, а името ѝ е известно от една поема на Николай Каликъл Известно е, че е била родена около 1116 г. и е дъщеря на севастократор Исак Комнин и съпругата му Ирина. Бащата на Анна е по-малък брат на император Йоан II Комнин и следователно тя се падала внучка на император Алексий I Комнин и съпругата му Ирина Дукина. Освен племенница на император Йоан I Комнин, Анна е и първа братовчедка на император Мануил I Комнин. Освен това неин по-малък брат е византийският император Андроник I Комнин.
Около 1130 г. Анна Комнина се омъжила за севаста Йоан Арвантин, който се споменава сред присъстващите на синода от 6 март 1166 г. зетьове на император Мануил I Комнин, като съпруг на негова братовчедка.
Известно е, че Анна и Йоан Арвантин са имали поне един син – Исак Комнин, роден около 1140 г. и починал около 1190 г.
Три еднотипни печата на Анна Комнина са открити в Южна България – първият произхожда от областта на Нова и Стара Загора, вторият е от село Подкова, Кърджалийско, а третият – от Поморие. И трите екземляра са били отсечени с един и същи булотирион и върху тях Анна е представена единствено като дъщеря на Исак и роднина на император Йоан II, което позволява печатите да бъдат датирани между 1130 г. и 1143 г.